# 신안군의 향토유적
신안군의 향토유적은 다음 각 호에 해당하는 것을 말한다.
1. 「문화재보호법」제2조제2항 및 제3항에 따른 지정문화재 및 등록문화재가 아닌 것으로서 향토의 역사, 예술상 가치가 있는 것과 이에 준하는 고고자료 (개정 2018. 2. 7)
2. 향후 문화재로서 보존가치가 있을 것으로 기대되는 유적
3. 향토문화를 연구하는데 필요한 자료

## 지정 목록

### 향토유형
| 번호 | 그림 | 명칭                           | 소재지                               | 소유자 (관리자) | 지정·해제일자         | 비고 |
| ---- | ---- | ------------------------------ | ------------------------------------ | --------------- | --------------------- | ---- |
| 1호  |      | 비금 내월리 석장승             | 신안군 비금면 내월리 월포마을 1068-1 | 국유            | 2000년 1월 31일 지정  |      |
| 2호  |      |                                |                                      |                 |                       |      |
| 3호  |      | 압해 동서리 선돌               | 신안군 압해읍 동서리 도창마을 648-1  | 사유            | 2000년 1월 31일 지정  |      |
| 4호  |      | 지도 당촌리 석장승             | 신안군 지도읍 당촌리 1178-2          | 국유            | 2009년 12월 16일 지정 |      |
| 5호  |      | 도초 외남리 석장승             | 신안군 도초면 외남리 608             | 사유            | 2009년 12월 16일 지정 |      |
| 6호  |      | 도초 수항리 궁항석장승         | 신안군 도초면 수항리 1223            | 국유            | 2009년 12월 16일 지정 |      |
| 7호  |      | 도초 고란리 매향비             | 신안군 도초면 고란리 374-2           | 국유            | 2009년 12월 16일 지정 |      |
| 8호  |      | 하의3도 농민운동 관련 공적비군 | 신안군 하의면 대리 35-9              | 국유            | 2009년 12월 16일 지정 |      |
| 9호  |      | 암태 남강진 공적비군           | 신안군 암태면 와촌리 산60-4          | 사유            | 2009년 12월 16일 지정 |      |

### 향토기념물
| 번호 | 그림 | 명칭                    | 소재지                            | 소유자 (관리자) | 지정·해제일자         | 비고 |
| ---- | ---- | ----------------------- | --------------------------------- | --------------- | --------------------- | ---- |
| 1호  |      | 지도 태천리 노거수림    | 신안군 지도읍 태천리 1175         | 국유            | 2009년 12월 16일 지정 |      |
| 2호  |      | 문준경전도사 순교지     | 신안군 증도면 증동리 산220-3      | 국유            | 2009년 12월 16일 지정 |      |
| 3호  |      | 증도 우전리 팽나무      | 신안군 증도면 우전리 340          | 국유            | 2009년 12월 16일 지정 |      |
| 4호  |      | 임자 조희룡 유배지      | 신안군 임자면 이흑암리 746        | 국유            | 2009년 12월 16일 지정 |      |
| 5호  |      | 임자진리교회 48인순교지 | 신안군 임자면 대기리 산277-5      | 사유            | 2009년 12월 16일 지정 |      |
| 6호  |      | 임자 전장포 새우젓토굴  | 신안군 임자면 도찬리 산67         | 사유            | 2009년 12월 16일 지정 |      |
| 7호  |      | 자은 백산 용소          | 신안군 자은면 백산리 525          | 국유            | 2009년 12월 16일 지정 |      |
| 8호  |      | 비금 용소리 용소        | 신안군 비금면 용소리 702          | 국유            | 2009년 12월 16일 지정 |      |
| 9호  |      | 우이도 풍성사구         | 신안군 도초면 우이도리 산432      | 사유            | 2009년 12월 16일 지정 |      |
| 10호 |      | 하의 큰바위얼굴         | 신안군 하의면 어은리 산321        | 사유            | 2009년 12월 16일 지정 |      |
| 11호 |      | 신의 자실리 고분군      | 신안군 신의면 상태서리 산178      | 사유            | 2009년 12월 16일 지정 |      |
| 12호 |      | 안좌 대리 우실          | 신안군 안좌면 대리 912 외 2필지   | 국유            | 2009년 12월 16일 지정 |      |
| 13호 |      | 안좌 여흘리 우실        | 신안군 안좌면 여흘리 163 외 5필지 | 국유            | 2009년 12월 16일 지정 |      |

### 향토자료
| 번호 | 그림 | 명칭                      | 소재지                                | 소유자 (관리자) | 지정·해제일자         | 비고 |
| ---- | ---- | ------------------------- | ------------------------------------- | --------------- | --------------------- | ---- |
| 1호  |      | 흑산 진리당               | 신안군 흑산면 진리 산 77              | 국유            | 2000년 1월 31일 지정  |      |
| 2호  |      | 임자 화산 지석묘          | 신안군 임자면 이흑암리 382-2          | 사유            | 2000년 1월 31일 지정  |      |
| 3호  |      | 자은 고장 지석묘          | 신안군 자은면 고장리 581              | 국유            | 2000년 1월 31일 지정  |      |
| 4호  |      | 신의 상서 고분군          | 신안군 신의면 상태서리 4구 산 96      | 사유            | 2000년 1월 31일 지정  |      |
| 5호  |      | 장산 대리 지석묘군        | 신안군 장산면 대리 430                | 사유            | 2000년 1월 31일 지정  |      |
| 6호  |      | 지도 공적선정비군         | 신안군 지도읍 읍내리 343-5            | 국유            | 2000년 1월 31일 지정  |      |
| 7호  |      | 지도 두류단               | 신안군 지도읍 감정리 산 216-18        | 사유            | 2000년 1월 31일 지정  |      |
| 8호  |      | 임자 화산단               | 신안군 임자면 이흑암리 산 123-1       | 사유            | 2000년 1월 31일 지정  |      |
| 9호  |      |                           |                                       |                 |                       |      |
| 10호 |      | 임자 대둔산성             | 신안군 임자면 삼두리 산 15외4         | 사유            | 2000년 1월 31일 지정  |      |
| 11호 |      | 비금 성치산성             | 신안군 비금면 광대리 산65             | 국유            | 2000년 1월 31일 지정  |      |
| 12호 |      |                           |                                       |                 |                       |      |
| 13호 |      | 신의 안산성               | 신안군 신의면 상태서리 서리마을 산104 | 국유            | 2000년 1월 31일 지정  |      |
| 14호 |      | 장산토성                  | 신안군 장산면 대리, 도창, 공수리      | 사유            | 2000년 1월 31일 지정  |      |
| 15호 |      | 장산 대성산성             | 신안군 장산면 다수리 다수마을 산100   | 국유            | 2000년 1월 31일 지정  |      |
| 16호 |      | 압해 송공산성             | 신안군 압해읍 송공리 산32             | 사유            | 2000년 1월 31일 지정  |      |
| 17호 |      | 고이도 왕산성             | 신안군 압해읍 고이리 산221            | 국유            | 2000년 1월 31일 지정  |      |
| 18호 |      | 비금 내월우실             | 신안군 비금면 내월리 산88-2           | 사유            | 2000년 1월 31일 지정  |      |
| 19호 |      | 암태 익금우실             | 신안군 암태면 신석리 익금마을 산251   | 사유            | 2000년 1월 31일 지정  |      |
| 20호 |      | 암태 송곡우실             | 신안군 암태면 송곡리 송곡마을 284     | 사유            | 2000년 1월 31일 지정  |      |
| 21호 |      | 우이도 최치원유적         | 신안군 도초면 우이도리 산144-1        | 사유            | 2000년 1월 31일 지정  |      |
| 22호 |      | 하의 덕봉강당             | 신안군 하의면 대리 145외6필지         | 사유            | 2000년 1월 31일 지정  |      |
| 23호 |      | 하의 김대중 전대통령생가  | 신안군 하의면 후광리 100외1필지       | 국유            | 2000년 1월 31일 지정  |      |
| 24호 |      | 압해 정(丁)씨 시조묘      | 신안군 압해읍 가룡리 산165-2          | 사유            | 2000년 1월 31일 지정  |      |
| 25호 |      | 흑산 최익현유적지         | 신안군 흑산면 예리 천촌마을 521       | 사유            | 2000년 1월 31일 지정  |      |
| 26호 |      | 흑산 사촌서당(복성재)     | 신안군 흑산면 사리 213외1필지         | 국유            | 2000년 1월 31일 지정  |      |
| 27호 |      | 장산 장병준 묘            | 신안군 장산면 대리 137-3외2필지       | 사유            | 2000년 1월 31일 지정  |      |
| 28호 |      | 지도 연계사               | 신안군 지도읍 태천리 754              | 사유            | 2000년 1월 31일 지정  |      |
| 29호 |      | 장산 목장터               | 신안군 장산면 대리 산 42-8            | 사유            | 2000년 1월 31일 지정  |      |
| 30호 |      | 암태도소작인 항쟁기념탑   | 신안군 암태면 단고리 542-1외4필지     | 국유            | 2000년 1월 31일 지정  |      |
| 31호 |      | 자은 한운리 도기요지      | 신안군 자은면 한운리 300-1            | 사유            | 2009년 12월 16일 지정 |      |
| 32호 |      | 자은 한운, 둔장 독살      | 신안군 자은면 한운리 한운, 둔장마을   | 사유            | 2009년 12월 16일 지정 |      |
| 33호 |      | 비금 최치원 우물          | 신안군 비금면 수대리 산85             | 사유            | 2009년 12월 16일 지정 |      |
| 34호 |      | 비금 내촌마을 제당        | 신안군 비금면 내월리 내촌마을         | 사유            | 2009년 12월 16일 지정 |      |
| 35호 |      | 흑산 김이수 생가          | 신안군 흑산면 수리 77                 | 사유            | 2009년 12월 16일 지정 |      |
| 36호 |      | 흑산 김이수 묘소          | 신안군 흑산면 진리 산38               | 사유            | 2009년 12월 16일 지정 |      |
| 37호 |      | 하의 대리당               | 신안군 하의면 대리 125                | 국유            | 2009년 12월 16일 지정 |      |
| 38호 |      | 장산 팽진리 김희중 효자각 | 신안군 장산면 팽진리 1128-1           | 사유            | 2009년 12월 16일 지정 |      |
| 39호 |      | 팔금 읍리 이병연 효자각   | 신안군 팔금면 읍리 350-4              | 사유            | 2009년 12월 16일 지정 |      |
| 40호 |      | 암태 도창리 제당          | 신안군 암태면 와촌리 산60-4           | 사유            | 2009년 12월 16일 지정 |      |
| 41호 |      | 압해 복룡리 열부정려각    | 신안군 압해읍 복룡리 304-1            | 사유            | 2009년 12월 16일 지정 |      |

## 참고 문헌
- 신안군 홈페이지 - 고시/공고